# Eintopfsonntag

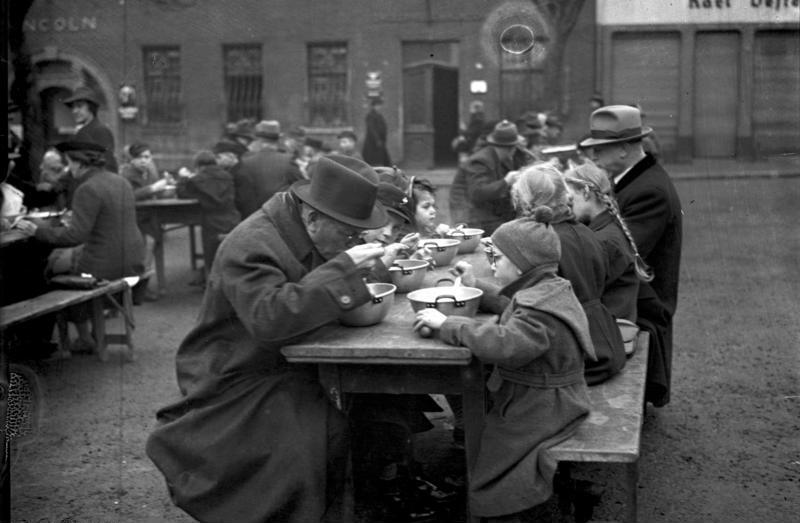
Öffentliches Eintopfessen zu Gunsten des Winterhilfswerks in Worms 1938 (Deutsches Bundesarchiv)

Als Eintopfsonntag wurde in Deutschland ab dem 1. Oktober 1933 eine Propagandaaktion durch das NS-Regime als ein Zeichen der Solidarisierung mit der Volksgemeinschaft eingeführt. Zudem konnte dadurch die sogenannte Fettlücke, die nur durch devisenträchtige Importe ausgeglichen werden konnte, zumindest marginal reduziert werden. Nach dem „Anschluss“ Österreichs wurden in der sogenannten „Ostmark“ ab dem 9. Oktober 1938 ebenfalls Eintopfessen organisiert.

## Durchführung

### Allgemein

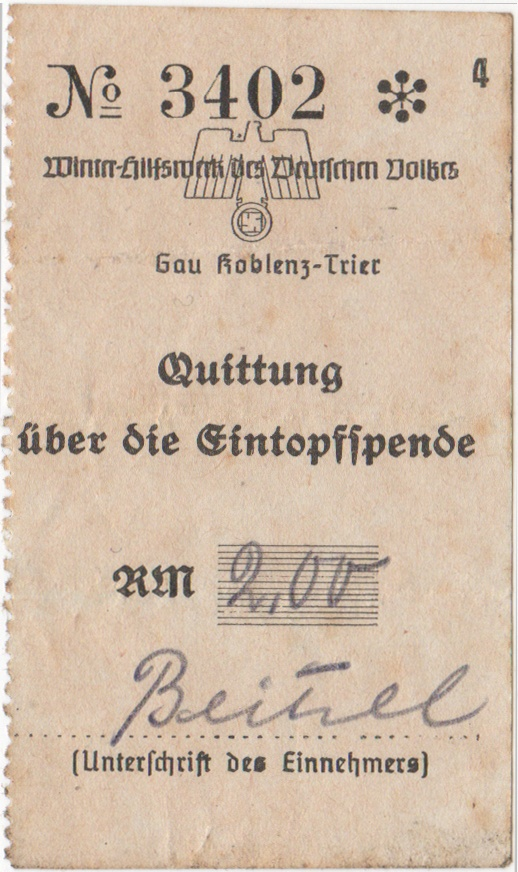
Quittung über die Eintopfspende 1933

Von Oktober bis März sollte einmal im Monat in allen deutschen Haushalten nur Eintopf gegessen werden. Die Differenz zwischen den Kosten für das sonst übliche Sonntagsessen und dem für Eintopf nötigen Aufwand, „von oben“ generell mit 50 Pfennig veranschlagt, wurde von den von Tür zu Tür gehenden Blockwarten der NSDAP kassiert und kam dem kurz zuvor gegründeten Winterhilfswerk zugute. Die Einsparungen waren angeblich oft größer als 50 Pfennig, wie z. B. bei einem Rezept eines 4-Personen-Eintopfgerichts für 1,18 RM aus dem Jahr 1933.

In den Zeitungen wurden wiederholt Eintopfrezepte als Vorschläge veröffentlicht; es erschien auch ein Eintopf-Kochbuch von Erna Horn. Unter anderem Adolf Hitler und Joseph Goebbels benutzten das öffentliche Eintopfessen als Propagandamittel. 

„Der Eintopfsonntag soll nicht nur materiell [durch die Spende], sondern auch ideell dem Gedanken der Volksgemeinschaft dienen. Es genügt nicht, daß jemand zwar eine Eintopfspende gibt, aber seine gewohnte Sonntagsmahlzeit verzehrt. Das ganze deutsche Volk soll bei diesem Eintopfsonntag bewußt opfern, […] um bedürftigen Volksgenossen zu helfen.“

Im Zweiten Weltkrieg wurde die Bezeichnung „Eintopfsonntag“ abgeschafft. Stattdessen wurde der Begriff „Opfersonntag“ eingeführt, der allein dem Winterhilfswerk vorbehalten war.

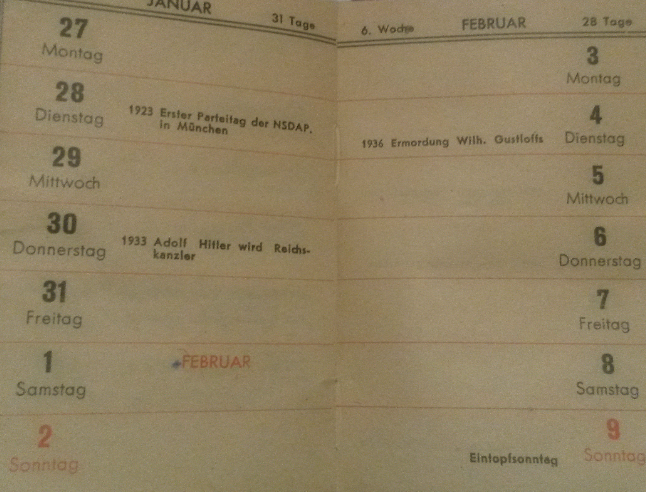
Taschenkalender Zeitweiser 1941

Im „Skagerrak-Kalender 1941“ (Redaktionsschluss im Verlauf des Jahres 1940) sind die Opfersonntage noch als „Eintopfsonntag“ eingetragen – und zwar am jeweils zweiten Sonntag der Monate Januar bis März und Oktober bis Dezember.

### Beispiel Hamburg
In Hamburg spendeten zum Beispiel am 4. Februar 1934 rund 65 Prozent aller Haushalte (nämlich 231.616 von 354.500), was eine Summe von 104.200 Reichsmark ergab. Durch die Eintopfsonntage wurden auf diese Weise im Winter 1935/36 über 31 Millionen Reichsmark zusammengetragen; diese Summe entsprach in der Höhe etwa dem Ertrag, der durch die (parallelen) Straßensammlungen des Winterhilfswerks erzielt wurde. Man sprach vom „deutschen Sozialismus der Tat“.

### Beispiel Kassel
Die Kasseler Post schrieb 1934 im Oktober: „Im Namen des Winterhilfswerks des deutschen Volkes 1934/35 sind folgende Sonntage als Eintopfgerichtsonntage bestimmt worden: 14. Oktober, 18. November, 16. Dezember, 13. Januar ’35, 17. Februar, 17. März. Für den 14. Oktober sind lediglich folgende drei Eintopfgerichte zugelassen: 1. Löffelerbsen mit Einlage; 2. Nudelsuppe mit Rindfleisch; 3. Gemüsetopf mit Fleischeinlage (zusammengekocht). Zu Löffelerbsen ‚Einlage‘ entweder Wurst, Schweineohr oder Pökelfleisch. Für die folgenden Eintopfsonntage werden entsprechende Gerichte jeweils festgelegt. Sämtliche Gaststättenbetriebe sind eingeteilt in drei Klassen, welche die Gerichte zu 0,70 RM, 1 RM bzw. 2 RM verabreichen. Die Gäste erhalten für den an das Winterhilfswerk abgeführten Betrag eine Quittung aus einem numerierten Quittungsblock.“

### Beispiel Oberwart/Burgenland
Am 9. Oktober 1938 schrieb die Oberwarter Sonntags-Zeitung: „Der Österreicher wird sich vor allem die Frage stellen, was ein Eintopfessen ist. Dieses ist kurz formuliert ein Gericht, das aus verschiedenen Zutaten, wie schon der Name sagt, in einem Topf bereitet ist. Derartige Eintopfgerichte sind auch uns aus unseren Küchenzetteln nichts Unbekanntes. Dazu zu zählen wären: Szegediner-Gulasch, Gulaschsuppe, Geselchtes mit Kraut, Würste mit Kraut, Krautfleckerln und unzählige derartige Speisen mehr. Zu jeden Eintopfsonntag werden nun meist allgemeine Richtlinien herausgegeben. Diese nehmen meist Bezug auf Nahrungsmittel, die infolge der Jahreszeit und der gerade für das entsprechende Jahr günstigen Ernte die Märkte überschwemmen. Im Altreich ist gerade durch die besondere Betonung bei dem Eintopfessen der Fischverbrauch auf den Kopf der Bevölkerung berechnet, stark gestiegen. Schon aus diesem kleinen Beispiel sieht man, daß auch das wirtschaftliche Moment des Eintopfsonntages ein ganz ungeheures ist. […]“

## Deutungen
Norbert Frei stellt heraus, dass die „regelmäßigen Einfachessen“ zwar auch die volkswirtschaftlichen Ressourcen etwas schonten, weitaus wichtiger sei jedoch ihr „sozialpsychologischer Zweck“ für das Regime gewesen: Der Eintopfsonntag war ein „Paradestück nationalsozialistischer ‚Volkserziehung‘“ und suggerierte eine kollektive Opferbereitschaft. Die Botschaft lautete: Die Volksgemeinschaft existiert und alle machen mit.